# Wartość dodana w projektach PPP
Zasugerowano, aby zintegrować ten artykuł z artykułem Partnerstwo publiczno-prywatne. Nie opisano powodu propozycji integracji.

## Potrzeba uzyskania "wartości dodanej"
W Partnerstwie Publiczno-Prywatnym istnieje zasada konieczności uzyskania „Wartości dodanej” (Value for Money) w projekcie wywodzi się z sektora samorządu lokalnego, z początku lat 80., kiedy to zaczęto wprowadzać controlling wydatków dla zagwarantowania efektywności wydawanych pieniędzy. Wiąże się to z uzyskaniem najlepszej z możliwych kombinacji usług przy zużyciu jak najmniejszych a raczej odpowiednich, gwarantujących ekonomikę, zasobów.

## Ekonomiki, efektywności i skuteczności projektu PPP
Podstawą analizy projektu jest wykazanie trzech czynników „Ekonomiki, Efektywności i Skuteczności” zaangażowania środków publicznych w przedsięwzięcie.
- Ekonomika (Economy) – oznacza jak najmniej poniesionych wydatków i jak najmniejsze koszty; osiągnięcie zamierzonych celów i efektów przy koszcie współmiernym do ryzyka.
- Wydajność/sprawność (Efficiency) – określa najlepsze wykorzystanie posiadanych zasobów. Sprawność to osiągnięcie zamierzonych celów i efektów zgodnie z założeniami, w określonym czasie, przy wykorzystaniu jak najmniejszych zasobów.
- Skuteczność (Effectiveness) – oznacza osiągnięcie najlepszych rezultatów, zapewnienie, że cele podmiotu publicznego zostały zrealizowane.

## Czynniki tworzące wartość dodaną
W procesie realizacji projektów z udziałem partnera prywatnego jednym z najistotniejszych celów jaki stawia sobie podmiot publiczny jest uzyskanie właśnie Wartości Dodanej. Głównymi czynnikami wpływającymi na wartość dodaną są:
1. Alokacja ryzyka jest kluczowym elementem tworzenia wartości dodanej projektu. Partner prywatny jest lepiej przygotowany do zarządzania ryzykiem (posiada odpowiednie zasoby i gruntowne doświadczenie) zwykle przy zachowaniu niższych kosztów.
2. Przejęcie odpowiedzialności za dokonywane wydatki w całym okresie trwania projektu. Pełna integracja procesu inwestycyjnego począwszy od zaprojektowania i wybudowania infrastruktury a następnie operacyjne zarządzanie gwarantuje poniesienie możliwie najniższych wydatków w celu osiągnięcia zamierzonych celów i efektów przy koszcie współmiernym do ryzyka.
3. Innowacyjność rozwiązania. Skupienie uwagi na warunkach osiągnięcia rezultatów projektu poprzez zapewnienie konkurencyjności procesu wyboru partnera prywatnego. Konkurencja pomiędzy oferentami jest bodźcem wymuszającym zastosowanie nowoczesnych i innowacyjnych rozwiązań.
4. Efektywne wykorzystanie stworzonego majątku. Podmiot prywatny dąży do jak najefektywniejszego wykorzystania posiadanych zasobów trwałych w celu wygenerowania dodatkowych przychodów, które wpłyną na zmniejszenie obciążeń partnera publicznego (jeżeli takie są zakładane w projekcie) lub mogą doprowadzić do zmniejszenia obciążeń użytkowników końcowych.
5. Koncentracja wysiłków i uwagi na dostawie usługi. Podmiot publiczny decyduje się na podpisanie długoterminowej umowy na świadczenie usługi wtedy, gdy jest to konieczne.
6. Przewidywalność kosztów i finansowania. Jest to gwarancja właściwego zaplanowania nakładów i kosztów ponoszonych w całym okresie funkcjonowania projektu (wdrożenie procesu budżetowania) w celu zapewnienia odpowiedniej infrastruktury dla świadczenia usługi w zaplanowanym okresie a także możliwości rozwoju w miarę pojawiania się nowych potrzeb.
7. Zagwarantowanie „czynników jakościowych przyszłej usługi”. Czynniki jakości jakie może zagwarantować partner prywatny nie zawsze mają bezpośredni wpływ na powstanie wartości dodanej w ujęciu wartościowym, jednak mogą mieć ogromne znaczenie dla sukcesu projektu i właściwego funkcjonowania powstałej infrastruktury. Aspekty jakościowe świadczenia usługi:

- wiarygodność, posiadanie zdolności kredytowej i sprawdzona reputacja biznesowa oferenta;
- funkcjonalność i bezpieczeństwo rozwiązań technicznych zawartych w projekcie – szczególnie dotyczy to ważnych obiektów infrastruktury publicznej (np. zakłady termicznej utylizacji odpadów komunalnych, autostrady);
- szeroko rozumiana stabilność i przewidywalność procesu świadczenia usługi;
- różnice w sposobie świadczenia usługi, które nie mogą być skwantyfikowane w ujęciu pieniężnym ani zniwelowane.